# Torneo de Reserva 2019-20
El Torneo de Reserva 2019-20 fue la octogésima edición del certamen organizado por la Superliga Argentina. Inició el 26 de julio de 2019 y finalizó en marzo de 2020. Participaron un total de 24 equipos, todos participantes de la Superliga 2019-20.
Los nuevos participantes fueron: Arsenal, que regresó tras su última participación en la temporada 2017-18, y Central Córdoba de Santiago del Estero, que hizo su debut en el torneo.
El certamen consagró campeón por tercera vez a Lanús, tras vencer por 4 a 2 a Estudiantes de La Plata a falta de una fecha.

## Sistema de disputa
Se disputa bajo el sistema de todos contra todos en una sola rueda. La tabla de posiciones también será de utilidad para la confección de los grupos de la   Copa de la Superliga de la reserva 2020.

## Equipos participantes
| Equipo             | Ciudad              | Estadio                               | Capacidad     |
| ------------------ | ------------------- | ------------------------------------- | ------------- |
| Aldosivi           | Mar del Plata       | José María Minella                    | 35 180        |
| Argentinos Juniors | Buenos Aires        | Diego Armando Maradona                | 26 000        |
| Arsenal            | Sarandí             | Julio Humberto Grondona               | 16 300        |
| Atlético Tucumán   | Tucumán             | Monumental José Fierro                | 35 200        |
| Banfield           | Banfield            | Florencio Sola                        | 34 900        |
| Boca Juniors       | Buenos Aires        | Alberto J. Armando                    | 49 000        |
| Central Córdoba    | Santiago del Estero | Alfredo Terrera                       | 21 500        |
| Colón              | Santa Fe            | Brigadier General Estanislao López    | 32 000        |
| Defensa y Justicia | Gobernador Costa    | Norberto Tomaghello                   | 20 000        |
| Estudiantes        | La Plata            | Ciudad de La Plata Jorge Luis Hirschi | 53 000 30 018 |
| Gimnasia y Esgrima | La Plata            | Juan Carmelo Zerillo                  | 23 500        |
| Godoy Cruz         | Mendoza             | Malvinas Argentinas                   | 42 500        |
| Huracán            | Buenos Aires        | Tomás Adolfo Ducó                     | 48 314        |
| Independiente      | Avellaneda          | Libertadores de América               | 42 069        |
| Lanús              | Lanús               | Ciudad de Lanús-Néstor Díaz Pérez     | 47 027        |
| Newell's Old Boys  | Rosario             | Coloso Marcelo Bielsa                 | 42 000        |
| Patronato          | Paraná              | Presbítero Bartolomé Grella           | 22 000        |
| Racing Club        | Avellaneda          | Presidente Perón                      | 51 000        |
| River Plate        | Buenos Aires        | Antonio Vespucio Liberti              | 70 074        |
| Rosario Central    | Rosario             | Gigante de Arroyito                   | 41 655        |
| San Lorenzo        | Buenos Aires        | Pedro Bidegain                        | 47 964        |
| Talleres           | Córdoba             | Mario Alberto Kempes                  | 57 000        |
| Unión              | Santa Fe            | 15 de Abril                           | 26 000        |
| Vélez Sarsfield    | Buenos Aires        | José Amalfitani                       | 49 540        |

### Distribución geográfica de los equipos
| Región                                   | Cant. | Equipos                                                                               |
| ---------------------------------------- | ----- | ------------------------------------------------------------------------------------- |
| Ciudad de Buenos Aires                   | 6     | Argentinos Juniors, Boca Juniors, Huracán, River Plate, San Lorenzo y Vélez Sarsfield |
| Conurbano bonaerense                     | 6     | Arsenal, Banfield, Defensa y Justicia, Independiente, Lanús y Racing Club             |
| Provincia de Santa Fe                    | 4     | Colón, Newell's Old Boys, Rosario Central y Unión                                     |
| Ciudad de La Plata                       | 2     | Estudiantes y Gimnasia y Esgrima                                                      |
| Interior de la provincia de Buenos Aires | 1     | Aldosivi                                                                              |
| Provincia de Córdoba                     | 1     | Talleres                                                                              |
| Provincia de Entre Ríos                  | 1     | Patronato                                                                             |
| Provincia de Mendoza                     | 1     | Godoy Cruz                                                                            |
| Provincia de Santiago del Estero         | 1     | Central Córdoba                                                                       |
| Provincia de Tucumán                     | 1     | Atlético Tucumán                                                                      |

## Tabla de posiciones
| Pos. | Equipo                      | Pts. | PJ | PG | PE | PP | GF | GC | Dif. |
| ---- | --------------------------- | ---- | -- | -- | -- | -- | -- | -- | ---- |
| 01.º | Lanús                       | 46   | 23 | 13 | 7  | 3  | 41 | 25 | 16   |
| 02.º | Independiente               | 41   | 23 | 11 | 8  | 4  | 32 | 20 | 12   |
| 03.º | River Plate                 | 40   | 23 | 11 | 7  | 5  | 42 | 20 | 22   |
| 04.º | Estudiantes de La Plata     | 40   | 23 | 11 | 7  | 5  | 29 | 21 | 8    |
| 05.º | Boca Juniors                | 39   | 23 | 10 | 9  | 4  | 32 | 18 | 14   |
| 06.º | Vélez Sarsfield             | 39   | 23 | 12 | 3  | 8  | 38 | 27 | 11   |
| 07.º | Arsenal                     | 35   | 23 | 10 | 5  | 8  | 29 | 26 | 3    |
| 08.º | Gimnasia y Esgrima La Plata | 35   | 23 | 10 | 5  | 8  | 29 | 27 | 2    |
| 09.º | San Lorenzo de Almagro      | 33   | 23 | 8  | 9  | 6  | 31 | 25 | 6    |
| 10.º | Defensa y Justicia          | 30   | 23 | 7  | 9  | 7  | 25 | 25 | 0    |
| 11.º | Banfield                    | 30   | 23 | 7  | 9  | 7  | 31 | 32 | −1   |
| 12.º | Argentinos Juniors          | 30   | 23 | 8  | 6  | 9  | 28 | 32 | −4   |
| 13.º | Godoy Cruz Antonio Tomba    | 29   | 23 | 6  | 11 | 6  | 28 | 26 | 2    |
| 14.º | Patronato                   | 29   | 23 | 6  | 11 | 6  | 26 | 27 | −1   |
| 15.º | Racing                      | 29   | 23 | 7  | 8  | 8  | 18 | 27 | −9   |
| 16.º | Unión                       | 27   | 23 | 6  | 9  | 8  | 25 | 27 | −2   |
| 17.º | Talleres (C)                | 27   | 23 | 7  | 6  | 10 | 27 | 33 | −6   |
| 18.º | Newell's Old Boys           | 26   | 23 | 5  | 11 | 7  | 30 | 32 | −2   |
| 19.º | Huracán                     | 26   | 23 | 6  | 8  | 9  | 30 | 34 | −4   |
| 20.º | Central Córdoba (SdE)       | 26   | 23 | 6  | 8  | 9  | 30 | 38 | −8   |
| 21.º | Rosario Central             | 26   | 23 | 8  | 2  | 13 | 24 | 35 | −11  |
| 22.º | Colón                       | 25   | 23 | 5  | 10 | 8  | 29 | 31 | −2   |
| 23.º | Atlético Tucumán            | 17   | 23 | 4  | 5  | 14 | 21 | 35 | −14  |
| 24.º | Aldosivi                    | 14   | 23 | 3  | 5  | 15 | 16 | 48 | −32  |

|  | El equipo que ocupe esta posición al final del torneo será campeón. |

|  |

## Goleadores
| Jugador               | Goles | Equipo                      |
| --------------------- | ----- | --------------------------- |
| Abel Argañaraz        | 11    | Central Córdoba             |
| Mariano Peralta Bauer | 10    | San Lorenzo de Almagro      |
| Juan Manuel Cruz      | 9     | Banfield                    |
| Sebastián Cocimano    | 9     | Gimnasia y Esgrima La Plata |